# José Silva (Parapsychologe)
José Silva (* 11. August 1914 in Laredo; † 7. Februar 1999) war ein US-amerikanischer Parapsychologe. Er ist Erfinder des „Ultramind ESP Programms“ und der „Silva Methode“. Beide Techniken beabsichtigen, den Intelligenzquotienten zu steigern, psychische Fähigkeiten zu entwickeln und sich und andere zu heilen.

## Leben
José Silva wurde als zweites von drei Kindern an der texanisch-mexikanischen Grenze geboren. Aus familiären Gründen besuchte er keine Schulen. Im Alter von 15 Jahren absolvierte er einen Fernlehrgang als Elektrotechniker. Bald darauf eröffnete er einen Radioreparatur-Service und gründete eine Familie. Während seines Militärdienstes im Zweiten Weltkrieg bildete er sich auf dem Gebiet der Elektrotechnik fort und wurde Ausbilder. Während dieser Zeit erwachte sein Interesse an der menschlichen Psyche und der Erforschung von Gehirnfrequenzen. Nach Beendigung seiner Dienstzeit beim Militär betrieb er ein Radio- und Fernsehgeschäft und vertiefte in seiner Freizeit seine Kenntnisse auf dem Gebiet der Hypnose und der Psychologie. Schließlich entwickelte er eigenständige Ideen, die er zusammen mit den damit verbundenen Forschungen intensiv weiter verfolgte.

## Theorie und Forschung
Silvas Idee entwickelte sich aus seinem Wissen über elektrische Frequenzen und seiner Kenntnisse der Psychologie. Er forschte über die Wirkung von elektrischen Entladungen im menschlichen Gehirn und setzte dies in direkte Verbindung mit dem Denken. Das Prinzip von Silvas Übungen beruht auf einer Absenkung der elektrischen Gehirnfrequenzen im Wachzustand auf 7–13 Hz (Alpha-Wellen).
Er stellte eine Theorie auf, dass das Gehirn bei niedrigen Frequenzen mehr Informationen aufnehmen und speichern könne und energetischer reagiere. Daraus entwickelte er schließlich ein Training für entspannte Konzentration, aktive Visualisierung, tiefere Entspannungsebenen und übersinnliche Projektion (ESP). Silva trainierte zunächst seine Kinder, deren Schulnoten sich in den folgenden Jahren außergewöhnlich verbesserten. Als dies in Laredo bekannt wurde, folgten 39 weitere Kinder. Erst danach begann seine Arbeit mit Erwachsenen. Silva investierte Zeit und große Summen in die Erforschung seiner Idee und ließ seine Theorien und Ergebnisse von anerkannten Wissenschaftlern untersuchen. Die Untersuchungen fanden in den 1960er Jahren statt und sind nicht eindeutig dokumentiert. Positiven Versuchsergebnissen stehen kritische Stimmen gegenüber.

## José Silvas Programme
Im Jahr 1966 veröffentlichte Silva sein erstes Programm unter dem Namen „Silva Mind Control“. Da dieser Name aber wegen zweifelhafter Versuche durch die Weltpresse ging, änderte er den Namen schließlich in Silva-Methode ab. Das Training dauerte ursprünglich 48 Stunden, wurde aber zwischenzeitlich auf 18 bis 20 Stunden verkürzt.
Zwei Jahre vor seinem Tod im Jahr 1997 veröffentlichte er die Summe seiner Erfahrungen im „Ultramind ESP System“.

## Werke
- José Silva: Silva Mind Control. Neuausgabe. Ullstein, Berlin 2004, ISBN 3-548-74125-8
- José Silva: Der Silva-Mind-Schlüssel zum inneren Helfer. 5. Auflage. Heyne, München 1995, ISBN 3-453-05245-5
- José Silva, Burt Goldman: Die Silva-mind-Methode: das Praxisbuch. 7. Auflage. Heyne, München 1995, ISBN 3-453-03772-3
- José Silva, Ed Bernd: Sales power: die Silva-Methode für Manager und Verkäufer im Aussendienst. Rentrop, Bonn 1995, ISBN 3-8125-0229-1
- José Silva, Robert Stone: Die Silva-Mind-Control-Methode für Führungskräfte. Aus d. Amerikan. übertr. u. bearb. von Volker H. M. Zotz. 3. Auflage. Heyne, München 1994, ISBN 3-453-03718-9
- José Silva, Robert B. Stone: Der Heiler in dir : Techniken und Übungen, sich selbst und andere zu heilen. Goldmann, München 1994, ISBN 3-442-13794-2